# (73128) 2002 GE68
(73128) 2002 GE68 – planetoida z pasa głównego asteroid okrążająca Słońce w ciągu 4,24 lat w średniej odległości 2,62 j.a. Odkryta 8 kwietnia 2002 roku.